# 高昭瑞
高昭瑞（?—?），河南省開封府祥符縣人，清朝政治人物、進士出身。
光緒三年（1877年），参加丁丑科殿試，登進士二甲第33名。同年五月，分部學習。